# Молодёжная сборная Швеции по хоккею с мячом
Молодёжная сборная Швеции по хоккею с мячом — представляет Швецию на международных соревнованиях по хоккею с мячом среди игроков не старше 21 года (до 2014 года — не старше 23-х лет).
Принимала участие во всех молодёжных чемпионатах мира и в 1992 году на турнире в Березниках впервые завоевала золотые медали. Второй раз стала чемпионом мира в 2016 году.
Задолго до проведения  первого чемпионата мира среди молодёжных команд стала участвовать в международных товарищеских матчах.
Также регулярно выступает на «Турнире выходного дня» с участием основных и молодёжных сборных России и Швеции.